# Зараз і тоді
«Зараз і тоді» або «Час від часу» («Now and Then») — американська мелодраматична кінокомедія 1995 року, яку зняв режисер Леслі Лінка Глаттер.

## Сюжет
Історія чотирьох подруг дитинства, яких доросле життя розкидало по різних місцях, поки важливий випадок не зібрав їх разом у їхньому рідному місті Шелбі, Індіана. Вони згадують своє дитинство 1970 року, як вони, тоді 12-річні дівчатка, разом раділи, страждали і закохувалися.

## У ролях
- Крістіна Річчі — Роберта в юності
- Розі О'Доннелл — Роберта
- Демі Мур — Саманта Альбертсон
- Тора Берч — Тіні в юності
- Мелані Гріффіт — Тіні
- Габі Гоффманн — Саманта в юності
- Ешлі Астон Мур — Кріссі в юності
- Ріта Вілсон — Кріссі
- Девон Сава — роль другого плану
- Волтер Сперроу — роль другого плану
- Клоріс Лічман — роль другого плану
- Бонні Гант — роль другого плану
- Румер Вілліс — роль другого плану
- Бредлі Корієлл — роль другого плану
- Рік Рейц — роль другого плану
- Джефф Макнайт — роль другого плану
- Джої Стінсон — роль другого плану
- Карл Еспі — роль другого плану
- Беверлі Шелтон — роль другого плану
- Т. С. Морган — роль другого плану
- Лоліта Давидович — епізод
- Джанін Гарофало — епізод
- Генк Азаріа — епізод
- Ренд Кортні — епізод
- Брендан Фрейзер — епізод

## Знімальна група
- Режисер — Леслі Лінка Глаттер
- Сценарист — Марлен Кінг
- Оператор — Велі Стайгер
- Композитор — Кліфф Айделмен
- Художники — Гершон Гінзбург, Енн Калджієн
- Продюсери — Марлен Кінг, Ерік Маклеод, Дженніфер Тодд, Демі Мур, Сюзанн Тодд